# Водзицкий, Станислав
Граф Станислав Кароль Петр Киприан Водзицкий (пол. Stanisław Karol Piotr Cyprian Wodzicki; 27 июля 1764, Рогув, Речь Посполитая — 14 марта 1843 года, Краков, Великое княжество Краковское, Австрийская империя) — польский консервативный политик, председатель Сената Краковской республики в 1818-1831 годах, сенатор-воевода Царства Польского в 1829 году, поэт, ботаник.